# Vodopády Studeného potoka
Vodopády Studeného potoka jsou kaskáda ledovcových vodopádů ve Vysokých Tatrách v okrese Poprad na severním Slovensku. Tvoří je Malý, Skrytý a Dlhý vodopád.

## Charakteristika
Nachází se ve Veľké Studené dolině a jeho podloží je tvořené granodiority. Vodopád vytváří Studený potok, který je nad ním v nadmořské výšce 1195 m široký 2,5 m.

## Přístup
K vodopádům a kolem nich vedou turistické značky z Tatranské Lesné, Tatranské Lomnice a Starého Smokovce. Vodopády je možné navštívit po celý rok.